# Forja orbital
Dentro del proceso de forja existen diferentes variantes que permiten que la pieza en cuestión pueda trabajarse mejor. Una de estas variantes es la forja orbital, también llamada forja de oscilación.

## Definición y características de la forja orbital
La forja orbital, es un proceso de conformado por deformación plástica que se puede realizar en frío o en caliente.
En este proceso la deformación se produce utilizando un dado superior con forma cónica que gira respecto a un eje con unos grados de inclinación, produciendo este giro un movimiento orbital o espiral. La presión se produce de forma simultánea al giro de la matriz.
La diferencia más representativa de este proceso respecto del proceso de forja convencional es la geometría y el movimiento del dado superior que imprime la fuerza sobre la pieza a trabajar. Con este tipo de dado y con el movimiento que éste realiza se pueden obtener piezas de gran precisión dimensional con una sola operación.
Gracias a la geometría específica que tiene el dado superior su compresión hacia el material se produce de forma diferente, es decir, la superficie de contacto entre el dado y la pieza en cuestión no siempre es la misma, ya que la rotación se produce como hemos dicho antes con respecto a un eje inclinado.

## Ventajas
Las ventajas más significativas que se obtienen con respecto al proceso de forja convencional son las siguientes:
- Debido a la inclinación del punzón se reduce la fuerza axial necesaria, por lo que se necesitarán prensas de menor potencia. Es decir, podemos hacer funcionar la prensa con menor fuerza.
- Al utilizar menos fuerza se reduce el consumo de energía.
- Al utilizar prensas menos potentes (más pequeñas) y reducir el consumo energético se reducen los costes de la instalación.   
- El dado superior posee mayor vida útil al no tener que soportar tanta fuerza.
- Se pueden obtener grandes relaciones de deformación.
- Al tener un dado superior con una forma específica se consigue eliminar las operaciones de forja auxiliares.
- Al no tener que hacer opercaiones auxiliares se abarata el coste del proceso y es más rápido.
- Las piezas obtenidas por este proceso poseen una mayor resistencia y dureza.
- Se consigue un mejor acabado superficial.
- Obtención de piezas de gran precisión dimensional con una sola operación.

## Desventajas
La principal desventaja es que al tener un dado superior con una geometría específica se necesita una prensa adecuada a su forma y giro orbital.

## Materiales a los que se aplica
Puede aplicarse a todos los materiales forjables:
aceros, aluminios, cobres, bronces, etc